# Heineken Cup 1997/98
Der Heineken Cup 1997/98 war die dritte Ausgabe des Heineken Cup (Vorläufer des European Rugby Champions Cup), dem wichtigsten europäischen Pokalwettbewerb im Rugby Union. Beteiligt waren 20 Mannschaften aus sechs Ländern. Das Finale fand am 31. Januar 1998 im Stade Lescure in Bordeaux statt. Pokalsieger wurde Bath Rugby aus England, das im Endspiel den französischen Verein CA Brive schlug.

## Modus
Die Teilnehmer wurden in vier Gruppen mit je fünf Mannschaften eingeteilt. Jede Mannschaft absolvierte je ein Heimspiel und ein Auswärtsspiel gegen alle Gruppengegner. Die Gruppensieger qualifizierten sich direkt für das Viertelfinale, während die Gruppenzweiten und der beste Gruppendritte in einer Ausscheidungsrunde die übrigen drei Viertelfinalplätze unter sich ausmachten.
Die Punkte wurden wie folgt verteilt:
- 2 Punkte für einen Sieg
- 1 Punkt für ein Unentschieden

## Gruppenphase
In Klammern: Platzierung auf der Setzliste Viertelfinale/Ausscheidung

### Gruppe 1
|    | Team                 | Spiele | Siege | Unent. | Ndlg. | Spiel- punkte | Diff. | Tabellen- punkte |
| -- | -------------------- | ------ | ----- | ------ | ----- | ------------- | ----- | ---------------- |
| 1. | Stade Toulousain (2) | 6      | 5     | 0      | 1     | 200:121       | + 79  | 10               |
| 2. | Leicester Tigers (8) | 6      | 4     | 0      | 2     | 163:117       | + 46  | 8                |
| 3. | Leinster Rugby       | 6      | 2     | 0      | 4     | 137:167       | - 30  | 4                |
| 4. | Amatori Rugby Milano | 6      | 1     | 0      | 5     | 111:206       | - 95  | 2                |

| Datum              | Begegnung            | Ergebnis |
| ------------------ | -------------------- | -------- |
| 6. September 1997  | Leinster - Toulouse  | 25:34    |
| 7. September 1997  | Leicester - Milano   | 26:10    |
| 12. September 1997 | Leinster - Leicester | 16:9     |
| 13. September 1997 | Milano - Toulouse    | 14:19    |
| 20. September 1997 | Milano - Leinster    | 33:32    |
| 20. September 1997 | Toulouse - Leicester | 17:22    |

| Datum              | Begegnung            | Ergebnis |
| ------------------ | -------------------- | -------- |
| 27. September 1997 | Leicester - Leinster | 47:22    |
| 27. September 1997 | Toulouse - Milano    | 69:19    |
| 4. Oktober 1997    | Leicester - Toulouse | 22:23    |
| 4. Oktober 1997    | Leinster - Milano    | 23:6     |
| 11. Oktober 1997   | Toulouse - Leinster  | 38:19    |
| 12. Oktober 1997   | Milano - Leinster    | 29:37    |

### Gruppe 2
|    | Team               | Spiele | Siege | Unent. | Ndlg. | Spiel- punkte | Diff. | Tabellen- punkte |
| -- | ------------------ | ------ | ----- | ------ | ----- | ------------- | ----- | ---------------- |
| 1. | London Wasps (1)   | 6      | 6     | 0      | 0     | 243:104       | + 139 | 12               |
| 2. | Glasgow Rugby (10) | 6      | 3     | 0      | 3     | 132:167       | - 35  | 6                |
| 3. | Swansea RFC        | 6      | 2     | 0      | 4     | 157:161       | - 4   | 4                |
| 4. | Ulster Rugby       | 6      | 1     | 0      | 5     | 95:195        | - 100 | 2                |

| Datum              | Begegnung         | Ergebnis |
| ------------------ | ----------------- | -------- |
| 7. September 1997  | Swansea - Wasps   | 25:31    |
| 8. September 1997  | Ulster - Glasgow  | 12:18    |
| 13. September 1997 | Swansea - Ulster  | 33:16    |
| 14. September 1997 | Glasgow - Wasps   | 22:46    |
| 21. September 1997 | Glasgow - Swansea | 35:21    |
| 21. September 1997 | Wasps - Ulster    | 56:3     |

| Datum              | Begegnung         | Ergebnis |
| ------------------ | ----------------- | -------- |
| 27. September 1997 | Ulster - Swansea  | 28:20    |
| 28. September 1997 | Wasps - Glasgow   | 43:5     |
| 3. Oktober 1997    | Ulster - Wasps    | 21:38    |
| 4. Oktober 1997    | Swansea - Glasgow | 30:22    |
| 12. Oktober 1997   | Glasgow - Ulster  | 30:15    |
| 12. Oktober 1997   | Wasps - Swansea   | 29:28    |

### Gruppe 3
|    | Team                | Spiele | Siege | Unent. | Ndlg. | Spiel- punkte | Diff. | Tabellen- punkte |
| -- | ------------------- | ------ | ----- | ------ | ----- | ------------- | ----- | ---------------- |
| 1. | Bath Rugby (3)      | 6      | 5     | 0      | 1     | 141:119       | + 22  | 10               |
| 2. | CA Brive (6)        | 6      | 4     | 1      | 1     | 210:146       | + 64  | 9                |
| 3. | Pontypridd RFC (11) | 6      | 2     | 1      | 3     | 154:147       | + 7   | 5                |
| 4. | Scottish Borders    | 6      | 0     | 0      | 6     | 129:222       | - 93  | 0                |

| Datum              | Begegnung            | Ergebnis |
| ------------------ | -------------------- | -------- |
| 7. September 1997  | Brive - Borders      | 56:18    |
| 7. September 1997  | Pontypridd - Bath    | 15:21    |
| 14. September 1997 | Borders - Bath       | 17:31    |
| 14. September 1997 | Brive - Pontypridd   | 32:31    |
| 20. September 1997 | Bath - Brive         | 27:25    |
| 20. September 1997 | Borders - Pontypridd | 16:23    |

| Datum              | Begegnung            | Ergebnis |
| ------------------ | -------------------- | -------- |
| 27. September 1997 | Pontypridd - Brive   | 29:29    |
| 27. September 1997 | Bath - Borders       | 27:23    |
| 4. Oktober 1997    | Pontypridd - Borders | 46:26    |
| 5. Oktober 1997    | Brive - Bath         | 29:12    |
| 11. Oktober 1997   | Bath - Pontypridd    | 23:10    |
| 12. Oktober 1997   | Borders - Brive      | 29:39    |

### Gruppe 4
|    | Team                | Spiele | Siege | Unent. | Ndlg. | Spiel- punkte | Diff. | Tabellen- punkte |
| -- | ------------------- | ------ | ----- | ------ | ----- | ------------- | ----- | ---------------- |
| 1. | Harlequins (5)      | 6      | 4     | 0      | 2     | 198:141       | + 57  | 8                |
| 2. | Cardiff RFC (7)     | 6      | 4     | 0      | 2     | 184:146       | + 38  | 8                |
| 3. | CS Bourgoin-Jallieu | 6      | 2     | 0      | 4     | 141:180       | - 39  | 4                |
| 4. | Munster Rugby       | 6      | 2     | 0      | 4     | 93:149        | - 56  | 4                |

| Datum              | Begegnung             | Ergebnis |
| ------------------ | --------------------- | -------- |
| 5. September 1997  | Bourgoin - Cardiff    | 26:25    |
| 7. September 1997  | Harlequins - Munster  | 48:40    |
| 13. September 1997 | Harlequins - Bourgoin | 45:7     |
| 13. September 1997 | Cardiff - Munster     | 43:23    |
| 20. September 1997 | Munster - Bourgoin    | 17:15    |
| 20. September 1997 | Cardiff - Harlequins  | 21:28    |

| Datum              | Begegnung             | Ergebnis |
| ------------------ | --------------------- | -------- |
| 27. September 1997 | Munster - Cardiff     | 32:37    |
| 27. September 1997 | Bourgoin - Harlequins | 18:30    |
| 4. Oktober 1997    | Bourgoin - Munster    | 21:6     |
| 4. Oktober 1997    | Harlequins - Cardiff  | 31:32    |
| 11. Oktober 1997   | Cardiff - Bourgoin    | 26:6     |
| 12. Oktober 1997   | Munster - Harlequins  | 56:18    |

### Gruppe 5
|    | Team                   | Spiele | Siege | Unent. | Ndlg. | Spiel- punkte | Diff. | Tabellen- punkte |
| -- | ---------------------- | ------ | ----- | ------ | ----- | ------------- | ----- | ---------------- |
| 1. | Section Paloise (4)    | 6      | 4     | 0      | 2     | 203:189       | + 114 | 8                |
| 2. | Llanelli RFC (9)       | 6      | 4     | 0      | 2     | 144:142       | + 2   | 8                |
| 3. | Benetton Rugby Treviso | 6      | 2     | 0      | 4     | 146:162       | - 16  | 4                |
| 4. | Caledonia Reds         | 6      | 2     | 0      | 4     | 89:189        | - 100 | 4                |

| Datum              | Begegnung            | Ergebnis |
| ------------------ | -------------------- | -------- |
| 6. September 1997  | Treviso - Pau        | 18:19    |
| 7. September 1997  | Caledonia - Llanelli | 18:23    |
| 13. September 1997 | Pau - Llanelli       | 44:12    |
| 14. September 1997 | Caledonia - Treviso  | 17:9     |
| 20. September 1997 | Llanelli - Treviso   | 39:18    |
| 20. September 1997 | Pau - Caledonia      | 50:28    |

| Datum              | Begegnung            | Ergebnis |
| ------------------ | -------------------- | -------- |
| 27. September 1997 | Treviso - Caledonia  | 52:6     |
| 28. September 1997 | Llanelli - Pau       | 14:10    |
| 4. Oktober 1997    | Treviso - Llanelli   | 42:25    |
| 5. Oktober 1997    | Caledonia - Pau      | 30:24    |
| 11. Oktober 1997   | Llanelli - Caledonia | 31:10    |
| 11. Oktober 1997   | Pau - Treviso        | 56:7     |

## Ausscheidung
| 1. November 1997 15:00 Uhr | Leicester Tigers | 90 : 19 | Glasgow Rugby                                        | Welford Road Stadium, Leicester Zuschauer: 6.500 Schiedsrichter: Joël Dumé (Frankreich) |
| 1. November 1997 15:00 Uhr | Versuche: Cockerill (2), Corry, Greenwood, Healey, Horak (4), Lloyd, Richards, Stransky (3) Erhöhungen: Stransky (10) | Bericht | Versuche: Craig, Hayes, Little Erhöhungen: Hayes (2) | Welford Road Stadium, Leicester Zuschauer: 6.500 Schiedsrichter: Joël Dumé (Frankreich) |

| 1. November 1997 16:30 Uhr | CA Brive                                                                               | 25 : 20 | Pontypridd RFC                                                            | Stade Amédée-Domenech, Brive Zuschauer: 13.000 Schiedsrichter: Jim Fleming (Schottland) |
| 1. November 1997 16:30 Uhr | Versuche: Carrat, Lamaison, Travers Erhöhungen: Lamaison (2) Straftritte: Lamaison (2) | Bericht | Versuche: James, Spiller Erhöhungen: Jenkins (2) Straftritte: Jenkins (2) | Stade Amédée-Domenech, Brive Zuschauer: 13.000 Schiedsrichter: Jim Fleming (Schottland) |

| 1. November 1997 17:15 Uhr | Cardiff RFC                                                             | 24 : 20 | Llanelli RFC                                                                     | Cardiff Arms Park, Cardiff Zuschauer: 8.000 Schiedsrichter: Ed Morrison (England) |
| 1. November 1997 17:15 Uhr | Versuche: Kacala, Thomas Erhöhungen: Jarvis (1) Straftritte: Jarvis (4) | Bericht | Versuche: Evans, McBryde, Proctor Erhöhungen: Warlow (1) Straftritte: Warlow (1) | Cardiff Arms Park, Cardiff Zuschauer: 8.000 Schiedsrichter: Ed Morrison (England) |

## Viertelfinale
| 8. November 1997 14:15 Uhr | Bath Rugby                                                                           | 32 : 21 | Cardiff RFC                                                         | Recreation Ground, Bath Zuschauer: 8.200 Schiedsrichter: Didier Mené (Frankreich) |
| 8. November 1997 14:15 Uhr | Versuche: de Glanville, Lyle, Ubogu Erhöhungen: Callard (1) Straftritte: Callard (5) | Bericht | Versuche: Davies (2) Erhöhungen: Jarvis (1) Straftritte: Jarvis (3) | Recreation Ground, Bath Zuschauer: 8.200 Schiedsrichter: Didier Mené (Frankreich) |

| 8. November 1997 15:30 Uhr | Stade Toulousain | 51 : 10 | Harlequins                                                         | Stadium Municipal, Toulouse Zuschauer: 18.000 Schiedsrichter: Derek Bevan (Wales) |
| 8. November 1997 15:30 Uhr | Versuche: Bondouy (2), Dispagne, Lacroix, Lapoutge, Ntamack Erhöhungen: Delaigue (2), Ougier (1) Straftritte: Ougier (5) | Bericht | Versuche: Lacroix Erhöhungen: Lacroix (1) Straftritte: Lacroix (1) | Stadium Municipal, Toulouse Zuschauer: 18.000 Schiedsrichter: Derek Bevan (Wales) |

| 9. November 1997 14:15 Uhr | London Wasps          | 18 : 25 | CA Brive                                                                                          | Loftus Road, London Zuschauer: 10.481 Schiedsrichter: Chuck Muir (Schottland) |
| 9. November 1997 14:15 Uhr | Straftritte: Rees (6) | Bericht | Versuche: J. Carrat, S. Carrat, van der Linden Erhöhungen: Lamaison (2) Straftritte: Lamaison (2) | Loftus Road, London Zuschauer: 10.481 Schiedsrichter: Chuck Muir (Schottland) |

| 9. November 1997 15:20 Uhr | Section Paloise                                                                                  | 35 : 18 | Leicester Tigers                                                          | Stade du Hameau, Pau Zuschauer: 12.000 Schiedsrichter: David Davies (Wales) |
| 9. November 1997 15:20 Uhr | Versuche: Bernat-Salles, Brusque, Cléda, Leloir Erhöhungen: Aucagne (3) Straftritte: Aucagne (3) | Bericht | Versuche: Back, Serevi Erhöhungen: Stransky (1) Straftritte: Stransky (2) | Stade du Hameau, Pau Zuschauer: 12.000 Schiedsrichter: David Davies (Wales) |

## Halbfinale
| 20. Dezember 1997 14:00 Uhr | Bath Rugby                               | 20 : 14 | Section Paloise                                  | Recreation Ground, Bath Zuschauer: 8.200 Schiedsrichter: Derek Bevan (Wales) |
| 20. Dezember 1997 14:00 Uhr | Versuche: Ubogu Straftritte: Callard (5) | Bericht | Versuche: Bernat-Salles Straftritte: Aucagne (3) | Recreation Ground, Bath Zuschauer: 8.200 Schiedsrichter: Derek Bevan (Wales) |

| 21. Dezember 1997 15:20 Uhr | Stade Toulousain                                                                  | 22 : 22 | CA Brive                                          | Stadium Municipal, Toulouse Zuschauer: 26.000 Schiedsrichter: David McHugh (Irland) |
| 21. Dezember 1997 15:20 Uhr | Versuche: Bondouy Erhöhungen: Delaigue (1) Straftritte: Delaigue (3), Deylaud (2) | Bericht | Versuche: Carrat, Magne Straftritte: Lamaison (4) | Stadium Municipal, Toulouse Zuschauer: 26.000 Schiedsrichter: David McHugh (Irland) |

CA Brive qualifizierte sich aufgrund der höheren Anzahl erzielter Versuche (2:1).

## Finale
| 31. Januar 1998 15:30 Uhr | Bath Rugby                                                         | 19 : 18 | CA Brive                                        | Stade Lescure, Bordeaux Zuschauer: 36.500 Schiedsrichter: Jim Fleming (Schottland) |
| 31. Januar 1998 15:30 Uhr | Versuche: Callard Erhöhungen: Callard (1) Straftritte: Callard (4) | Bericht | Straftritte: Lamaison (5) Dropgoals: Penaud (1) | Stade Lescure, Bordeaux Zuschauer: 36.500 Schiedsrichter: Jim Fleming (Schottland) |